# Deodat de Nevers
Deodat de Nevers (en francès: Déodat, Adéodat, Dieudonné, Didier, Dié) '(Irlanda?, començament del s. VII - Saint-Dié-des-Vosges, 19 de juny de 679) és un personatge llegendari, a qui s'atribueix haver estat bisbe de Nevers en 655. És venerat com a sant en diferents confessions cristianes.

## Hagiografia

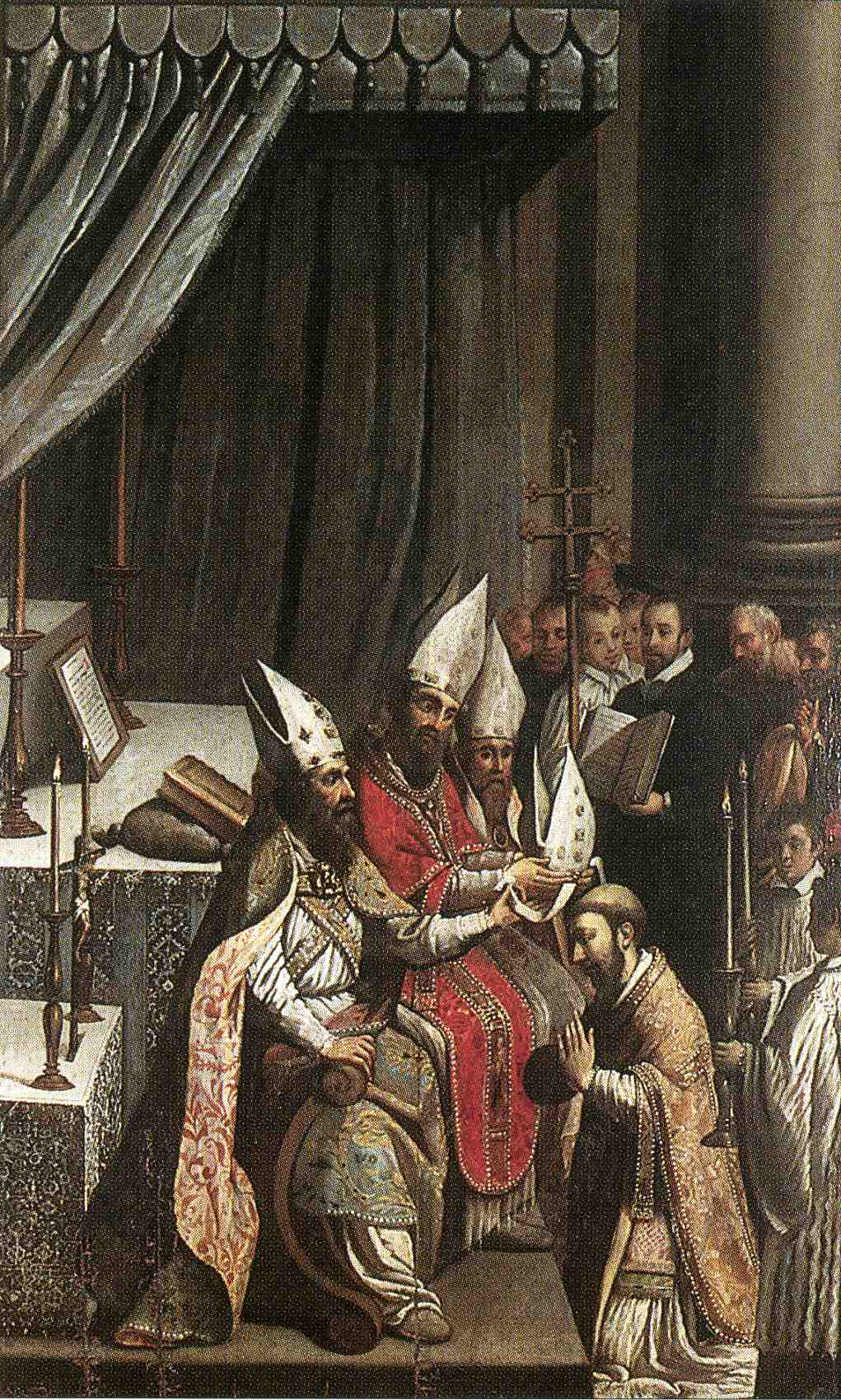
Consagració de Deodat com a bisbe.

La Vita Deodati, primer relat de la llegenda, data del segle xi o XII i fou escrita per un monjo benedictí. Històricament, Deodat fou el primer patró d'una extensa parròquia muntanyenca de l'alta vall de la Meurthe, als Vosges. Probablement, fou el fundador de la parròquia. La llegenda posterior el converteix en un sant eremita i, ja tardana, el descriu com a bisbe de Nevers, tot i que històricament és inversemblant. A la vall, era conegut com a Bonhomme ("Bonhome").

### Llegenda
D'origen incert, podria haver nascut a Irlanda. Va viure amb Sant Arbogast al monestir d'Ebersheim (Baix Rin), fundat per Khilderic II prop de Sélestat.
Després, Deodat es retirà a fer vida eremítica, i el seu eremitori era l'anomenat Petit-Saint-Dié. Fundà prop de l'eremitori un monestir a Juncturae (Jointures), entre el Robache i el Meurthe, on avui hi ha la ciutat de Saint-Dié-des-Vosges. Posà el monestir sota la regla de Sant Columbà (després canvià a la benedictina) i en fou l'abat fins que fou nomenat bisbe de Nevers.
Batejà el fill de Santa Hunna d'Estrasburg i li posà el nom de Deodat; també és venerat com a sant, com a Deodat d'Ebersheim, on fou monjo. Després de 664, Deodat va renunciar al bisbat i marxà al vall de Galilaea, als Vosges, a fer vida eremítica. Segons la tradició, hi va morir en 679, als braços del sant bisbe Hidulf de Trèveris.

## Veneració

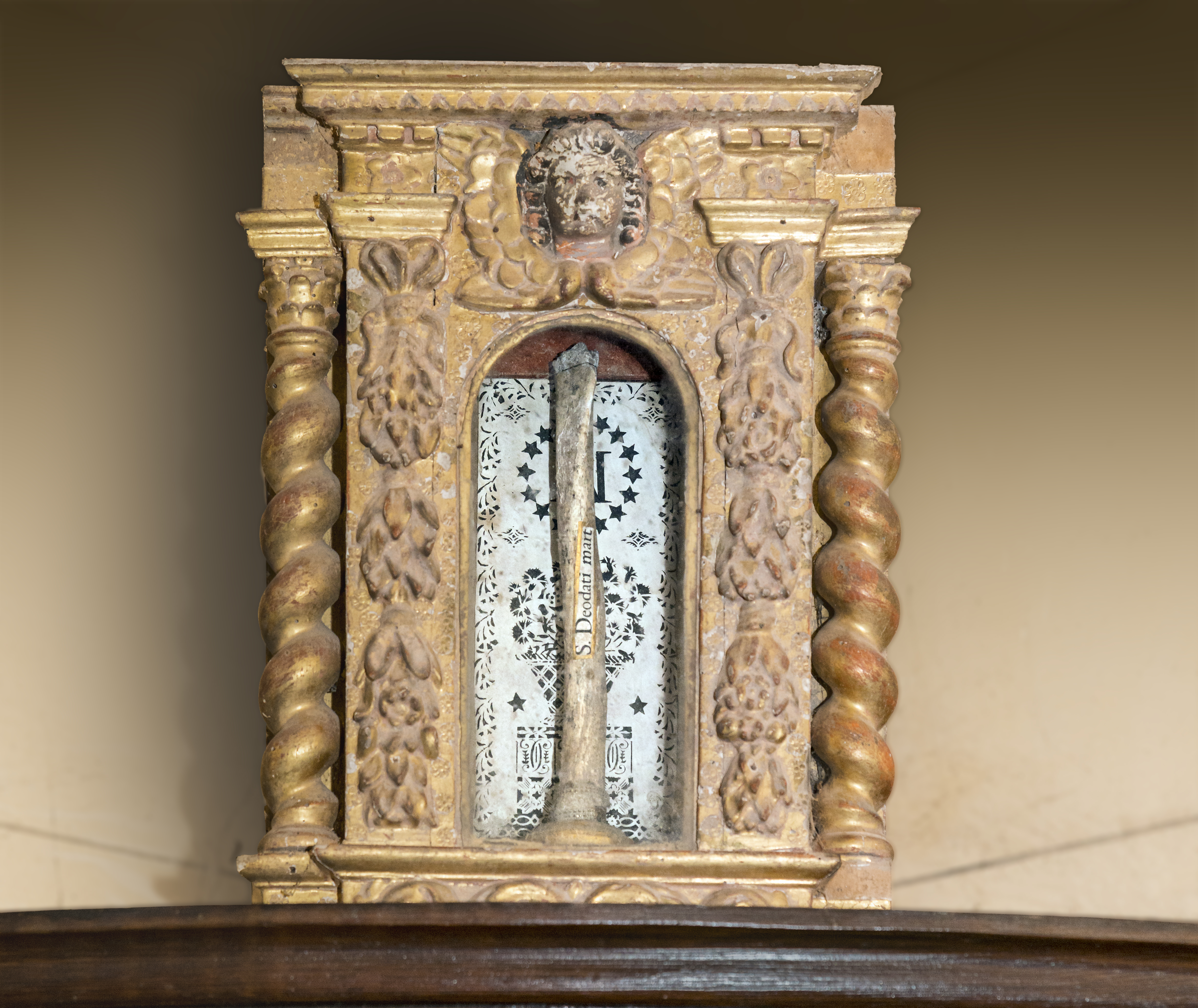
Relicario de Deodat de Nevers

Al voltant del monestir de Jointures cresqué una ciutat que prengué el nom del sant, l'actual Saint-Dié-des-Vosges, tot i que algunes fonts vinculen el nom a un altre sant anterior, Deodat de Blois (m. 525).
La festivitat del sant se celebrà el 18 de juny a Toul, el 20 de juny a Estrasburg i Nevers, i el 8 de juliol a Saint-Dié-des-Vosges, on es venerava conjuntament amb els sants Hunna, Villigot i Martí. El 19 de juny és la festivitat actual assignada al Martirologi romà.